# Trésor Kandol
Trésor Osmar Kandol (Banga, 30 agosto 1981) è un ex calciatore della Repubblica Democratica del Congo, di ruolo attaccante.